# ديانغلو ويلينغهام
ديانغلو ويلينغهام (بالإنجليزية: DeAngelo Willingham)‏ هو لاعب كرة قدم أمريكية أمريكي، ولد في 15 يناير 1987 في كليمسون في الولايات المتحدة.

## وصلات خارجية
- ديانغلو ويلينغهام على موقع مرجع كرة القدم المحترفة.كوم (الإنجليزية)
- ديانغلو ويلينغهام على موقع JustSportsStats.com (الإنجليزية)